# Mörk smalgeting
Mörk smalgeting (Stenodynerus picticrus) är en stekelart som först beskrevs av Thomson 1874. Enligt Catalogue of Life ingår mörk smalgeting i släktet smalgetingar och familjen Eumenidae, men enligt Dyntaxa är tillhörigheten istället släktet smalgetingar och familjen getingar. Arten är reproducerande i Sverige. Inga underarter finns listade i Catalogue of Life.